# Something, Anything

Something, Anything est un film américain réalisé par Paul Harrill en 2014.

## Synopsis
Peggy est une jeune femme mariée menant une vie bien rangée dans le sud des Etats-Unis. Un évènement dramatique et personnel survient cependant, l'amenant à se remetre progressivement en question et à considerer de nouvelles priorités dans sa vie.

## Fiche technique
- Titre : Something, Anything
- Réalisation : Paul Harrill
- Scénario : Paul Harrill
- Musique : Eric V. Hachikian
- Direction de la photographie : Kunitaro Ohi
- Montage : Jennifer Lilly
- Production : Ashley Maynor
- Société de production : Nest Features et Self-Reliant Film
- Pays :  États-Unis
- Langue : anglais
- Format : couleur - 35 mm
- Genre : Drame
- Durée : 88 minutes (1 h 28)
- Date de sortie : 
  - États-Unis : 5 avril 2014

## Distribution
- Ashley Shelton : Peggy/Margaret
- Bryce Johnson : Mark
- Linds Edwards : Tim
- Amy Leigh Hubbard : Gina
- Lauren Lazarus : Gill